# École supérieure du NSDAP
L'École supérieure du NSDAP (allemand : Hohe Schule der NSDAP, littéralement « haute école du NSDAP ») est un projet de l'idéologue du Parti national-socialiste des travailleurs allemands Alfred Rosenberg visant à créer une université pour les responsables du parti. L'établissement devait être construit sur les rives du lac Chiemsee.

## Structure

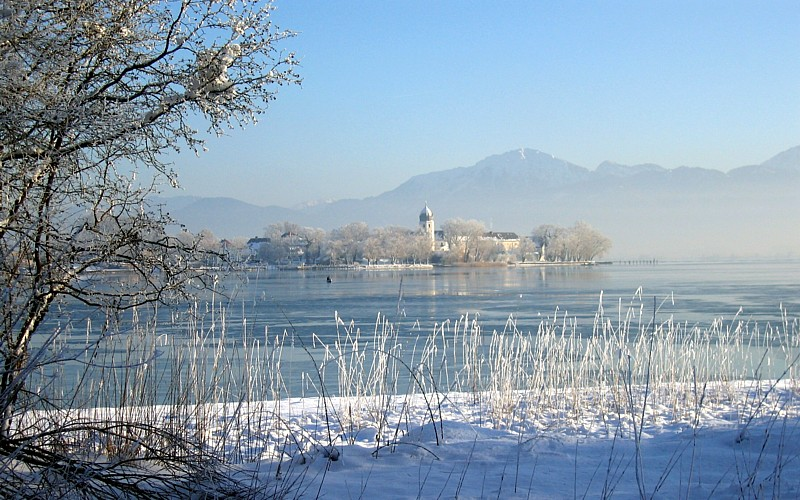
Le lac de Chiemsee en 2006.

### La Bibliothèque centrale de l'École supérieure du NSDAP
La Bibliothèque centrale (Zentralbibliothek der Hohen Schule der NSDAP) est la première section de l'École à être créée. Elle est fondée dès 1939 à Berlin, et accueille principalement les collections de bibliothèques privées juives. Elle est évacuée en 1942 vers le monastère de Tanzenberg en Carinthie (sud de l'Autriche). En 1945, plus de 600 000 ouvrages, dont certains de grande valeur, sont conservés.

### L'Institut de recherche sur la question juive

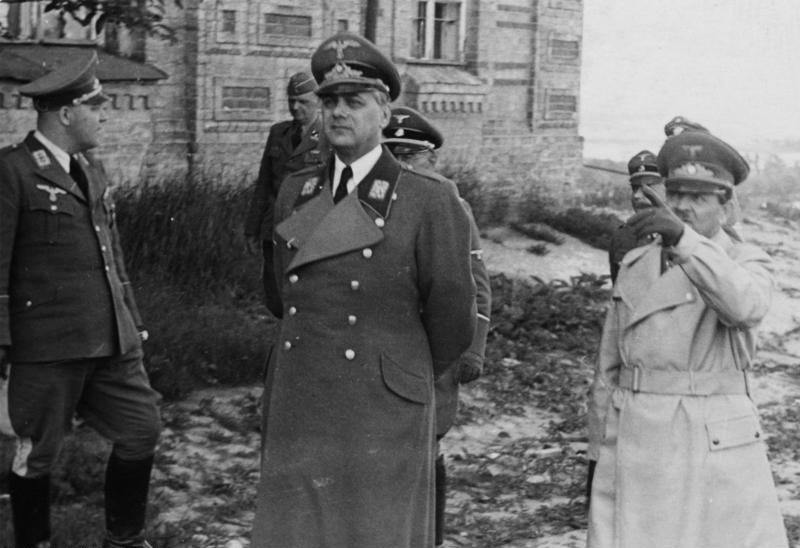
Alfred Rosenberg à Kiev.

Le 29 janvier 1940, Rosenberg reçoit l'ordre d'Adolf Hitler de poursuivre les travaux préparatoires à l'ouverture de l'université :

« La « Hohe Schule » sera un jour le centre de la recherche, de l'enseignement et de l'éducation nationale-socialiste. Elle sera fondée après la guerre. Cependant, pour encourager le travail préparatoire commencé, j'ordonne que le Reichsleiter Alfred Rosenberg poursuive ces préparatifs, particulièrement dans les domaines de l'étude et de la création de la bibliothèque. Les services du parti et de l'État sont tenus de lui apporter toute assistance dans ce travail,. »

— Adolf Hitler, 29 janvier 1940.
Pour atteindre l'objectif fixé par le Führer, l'équipe d'intervention du Reichsleiter Rosenberg (Einsatzstab Reichsleiter Rosenberg), avec l'aide de la Gestapo, pille les ouvrages des bibliothèques et des archives des loges maçonnique et des juifs d'Europe occupée, à la recherche de documents pertinents pour l'université, rassemblés dans l'« Institut de recherche sur la question juive » (Institut zur Erforschung der Judenfrage) ouvert en mars 1940  à Francfort-sur-le-Main, une des composantes de l'École. Plus de 550 000 volumes sont saisis et envoyés à Francfort en attendant la fin de la guerre et un transfert à Chiemsee en Bavière, qui devait être son lieu d'implantation. En 1943, l'Institut, qui compte plusieurs millions d'ouvrages, est transféré à Hungen à la suite des bombardements britanniques.